# Trnava
Trnava (ungarsk Nagyszombat, tysk Tyrnau) er en by i regionen af samme navn i det vestlige Slovakiet, som er beliggende cirka 50 km nordøst for hovedstaden Bratislava. Byen har et areal på 71,5 km² og en befolkning på 62.955(2023) indbyggere.